# Anlo
El Regne de Anlo fou un regne històric, le més gran de les tribus costaneres ewe de Ghana. L'estat Anlo està format per unes trenta-sis grans ciutats incloent Abor, Anyako, Keta, Weta, Afife, Flawu, Dzelukorfe, Avenor, Dzodze, Atorkor Asadame Ai, Vodza, Srorgboe, Kedzi, Tsiame, Atiavi, Alakple, Fiaxor, Dzita, Tegbi, Vodza, Anlo Afiadenyigba, Fenyi, Bleamezado, Hatorgodo, atito, Sasinyeme, Anyanui, Tregui, Abor, Weta, Evui, Au-Afiadenyigba i Aborlorve.
El regne estava situat a menys de 20 km a l'oest de Keta, la ciuat d'Anloga que ara es desenvolupa a costa de Keta a causa de la destrucció d'aquesta per les ones del mar Atlàntic, s'ha consolidat com la llar espiritual, ciutat capital i centre de l'Estat Anlo.

## Història
D'acord amb els relats històrics orals, al principi els habitants de Nortsie, capital reial, van gaudir de relativa pau sota diversos governants fins al malvat rei Torgbui Agorkorli que va utilitzar el treball forçós del poble ewe-dogbo per construir un mur al voltant de la seva ciutat, que mesurava uns 7 metres d'alt i 5,5 metres d'ample, prou àmplia com per permetre patrulles amb cavalls. Hi ha diferents comptes sobre el motiu de la construcció del mur. Alguns historiadors creuen que les parets eren per evitar que els caçadors d'esclaus atacaren als residents de la ciutat reial, mentre que altres creuen que era per mantenir els enemics dels reis a ratlla però al final va esdevenir una mena de presó pels dogbos; el rei Akorkorli va poder perpetrar els actes més atroços contra els ewe-dogbos, especialment en l'afer de la mort del seu fill; la tradició oral diu que un dia el fill favorit del rei, Ekpei [Atsifoza] i el fill del rei ewe dogbo, Sri I, Atsifoza [Ekpei] es dedicaven a l'esport aquàtic durant el qual el príncep dogbo va estar a punt d'ofegar-se, però Torgbui Sri I va conspirar amb el seu ancians i falsament van acusar Ekpei d'ofegar al seu fill; llavors van enviar a dir al rei Agorkorli que el seu fill havia de morir pel presumpte assassinat; aquesta va ser una bona oportunitat per castigar el rei Agorkorli per la seva maldat contra els dogbos; el pla de la mort fingida del príncep dogbo va ser executat per experts i Atsifoza va ser portat a la clandestinitat, mentre que algú que s'assemblava al príncep i que havia mort, va ocupar el seu lloc; després del funeral, el rei Agorkorli va llançar al seu fill a ser assassinat sota les seves dures lleis, similars a la llei de Moisès de "Ull per ull, dent per dent"; per fi el secret de la mort fingida va ser revelat. Sri I estava borratxo un dia i públicament va presumir i ho va descobrir; el rei Agorkorli es va enfurismar quan se li va informar sobre l'engany dels dogbos i va ordenar la matança de tots els ancians dogbos en venjança. No obstant això, el cap Torgbui Tegli es va poder amagar als boscos de Nortsie; el seu fill Kelemu, que li guardava el secret, va permetre a alguns caps dogbos consultar-lo quan es presentava la situació adient; fou l'únic assessor dels ewe-dogbo i les solucions als problemes van ser sense comparació en el seu temps.
Després d'això les parets de Nortsie van ser reforçades per evitar qualsevol possible fugida dels dogbos. Es deia que els cossos i la sang dels enemics del rei Agorkorli es van utilitzar per establir els fonaments de la paret per enfortir espiritualment la ciutat. De fet no hi va haver cap intent d'escapar. Molts dogbos van morir durant la construcció de la paret perquè els supervisors, sota les instruccions del rei Agorkorli, barrejaven les peces d'argila amb espines, instruments de tall afilats i ampolles trencades, aparentment per exterminar els obrers. La paret va ser finalment construïda després que un bruixot va neutralitzar els efectes de tall dels objectes estranys posats a l'argila per als treballs de construcció. El malvat rei Agorkorli estava sorprès, però va continuar amb les seves polítiques terribles per aniquilar als dogbos en venjança per l'assassinat del seu fill.
El rei després va ordenar als dogbos que li proporcionessin una corda feta d'argila. Hi hauria execucions en massa si no es complia aquesta exigència no sols difícil sinó impossible. Una delegació de notables va anar a buscar el consell de Torgbui i aquest va dir a la delegació d'anar i demanar una mostra de la guita d'argila del rei per ajudar els treballadors a fer un excel·lent model de l'antiga. El rei estava aclaparat per la demanda dels dogbos, ja que no podia proporcionar una mostra de la guita d'argila; la seva autoritat va ser amenaçada i va instituir polítiques més dures que sovint van conduir a la mort de molts estrangers en el seu regne.
Els dogbos van planejar una fugida durant la qual els guàrdies reals a les portes de la ciutat podien matar tots els que fugien, però Torgbui Tegli va desestimar aquest pla per a un tranquil i discret. Va aconsellar que una secció de la paret havia de ser debilitat i les dones van ser instruïdes per abocar aigua de la llar i aigua contaminats amb el flux menstrual en una part de la paret. L'objectiu era neutralitzar els poders místics que havien fet la paret súper dur a causa de la infusió de sang humana i cadàvers dels enemics del rei durant la seva construcció. Les dones dogbo mantingueren el secret i durant un llarg període es va afeblir i profanar la paret amb l'aigua bruta. En el dia de la partida els dogbos va organitzar una sessió tota la nit amb tambors i danses com feien sovint. Segons la tradició oral, a la mitjanit, Torgbui Tegli, portant l'Adekpui, la daga de l'alliberament, va arribar a la ciutat. Estava espiritualment protegit dels ulls dels enemics en la mesura que posseïa poders místics i els esperits dels avantpassats. Va travessar la paret amb la daga i els homes va enderrocar la paret. Les persones van fugir a la llibertat sota el comandament i direcció de Torgbui Tsali. Torgbui Tegli era massa feble per emprendre el llarg viatge, però no va morir en mans de Agorkorli, car segons la tradició oral diu que va desaparèixer i es va traslladar a si mateix en una terra llunyana on va morir i es va unir als avantpassats en la terra de la mort (Tsiefe).
Els avantpassats dels dogbos, després de vagar, van entrar a Ghana i finalment van irrompre en estats més petits, a saber Anlo, Asorgli, Gbi, Akpini, Tornú i Hokpe. Amb el temps es van establir altres àrees tradicionals. Així van quedar els grups principals, els ewes del sud que incloien els anlos, amb les seves prefectures tradicionals i un rei a Anloga; i els ewes del nord, coneguts com els Ewedomeawo, que habiten al cinturó central de Ghana.
Dutor Wenya, el pare fundador d'Anloga va crear el clan que unia al seu regne i ho va fer de gran abast com una institució tradicional ben desenvolupada. A Anlo tothom pertanyia a un dels quinze clans patrilineals. La gent Avenor que eren originalment part dels Anlos, tenien el seu propi sistema que és bastant independent i diferent en l'organització del sistema de clans Anlo.
Segons la història, Quan Amega Wenya va conduir al seu poble des de Hogbe, va fundar moltes comunitats al llarg de la ruta i en arribar a Anloga la seva avançada edat no li permetria continuar el viatge. L'ancià va dir a la se va gent que "Menlo [o] Torgbui seran Yenlo", que significa literalment «l'Ancia diu que s'ha aturat (cansat) i, per tant, no pot passar d'aquí" i al lloc se li va dir Enlo que va derivar després a Anlo (o també Awuna) que li van donar els mercaders i comerciants europeus d'esclaus. Els quinze clans de Anlo són Lafe, Amlade, Adzovia, Bat, Com, Bamee, Klevi, Tovi, Tsiame, Atzavara, Estimi, Dzevi, Vifeme, Xestofe i Blu. Els clans originals d'Hogbe (Nortsie) van ser els Kleviawo, Ameao, Lofeawo, Amladeawo, Bateawo, Vifemeawo, Bluawo i Adzoviawo, Tots els clans tenien els seus santuaris ancestrals a Anloga excepte el Xetsofe que teNIA el seu santuari A Tsiame a través de la llacuna de Keta. Cada clan tenia tòtems, tabús i cultes del clan.
L'estat Anlo instituir un sistema polític tradicional completament centralitzat amb autoritat executiva, institucions administratives i judicials que s'administraven per caps i ancians de l'estat al capdavant dels quals estava el "Awomefia", el rei, a qui s'atribuïa els poders de la divinitat i la vida en un lloc sagrat anomenat Awome, santificat per la presència dels déus ancestrals. Sota ell estaven tres caps d'alt rang, que manaven les tres divisions militars de l'Estat. La reialesa era exercida per dos clans reials, els Adzovia i els Bat, les branques locals a Anloga de les quals proporcionaven el Awomefia, amb estricte subjecció a un sistema rotatori alternatiu. D'acord amb les pràctiques Anlo, quan era el torn d'un clan de proporcionar un rei, es reunien els ancians del clan per seleccionar un candidat sobre la base de l'aparença física, la intel·ligència i el bon caràcter. En general, els diferents segments del clan podien presentar els seus propis candidats i competien entre si per algun temps abans que emergís un candidat acceptable per a tothom.
La regla d'alternança es va establir a causa d'un incident històric. El tamboret pertanyia al clan Adzovia. El clan Bat va adquirir els drets de successió com a recompensa per un servei realitzat per Togbui Adeladzea per al seu oncle, el germà de la seva mare Sri fundador del clan Adzovia.
D'acord amb la història Anlo, quan els dogbos van fugir de Nortsie es van oblidar d'emportar-se un tamboret d'ivori (Nyiduzi), que era sagrat i havia estat llegat a Sri I pel seu pare Adza Asimadi a través Adela Blebua. L'absència d'aquest element es deia que havia de portar la calamitat a l'estat Anlo en algun moment en la història i després de molta endevinació, els déus va revelar que a menys que aquests elements fos traslladat al país Anlo no hi haurà pau per al poble. Fui, el fill del Awomefia, era el candidat ideal per dur a terme l'expedició, però la seva mare i el seu oncle es van oposar fermament a la decisió per por a la seva vida. Adeledzea, nebot del Awomefia, va accedir a anar a buscar el tamboret. Després de dues expedicions a Nortsie la missió es va dur a terme i l'objecte van ser retornats a Anloga. Per recompensar A Adzeladzea, Torgbui Sri I va decretar que després de la seva mort, Adeladzea s'havia de convertir en el pròxim rei, i la successió havia de revertir als seus propis fills després de la mort d'Adeladzea. Aquest acte de valentia d'Adeladzea va crear el sistema de rotació reial a Anloga.
L'estat Anlo va proporcionar seguretat al seu poble i es van enfrontar en una sèrie de guerres per defensar-se dels enemics o guanyar més territoris. La galanteria dels guerrers i estadistes Anlo es resumeix en el següent aforisme: "Anlo kotsiklolo, deka naketi ni dzome Binu", que significa 'Anlo, l'Estat unificat, un llenya és capaç de preparar un dinar, que interpretat vol dir (un home pot acomplir la tasca assignada a molts homes).
A finals del segle xix el regne fou posat sota protectorat alemany, però va passar als britànics el 1915. Els ewes eren favorables a la integració a Togo, i una majoria (prop del 60%) es va decantar per això al plebiscit de 1956, però els resultats de la zona nord, on predominaven els partidaris de restar a la Costa d'Or, ho va fer impossible. El regne Anlo avui dia és un regne tradicional de Ghana.

## Els anloga
El anloga i les seves comunitats circumdants ofereixen una multiplicitat d'activitats econòmiques. La franja costanera que es troba entre el mar i la llacuna de Keta té una important indústria pesquera. Les estadístiques disponibles indiquen que la costa Anlo té més activitat de pesca que qualsevol altra costa occidental africana.
L'agricultura de subsistència és comú i els cultius inclouen la yuca, el blat de moro, el pebre i verdures. L'aplicació de guano i fems boví per millorar la fertilitat del sòl d'argila pesant al territori dels anloga ha donat lloc a efectiva i creixent indústria.
L'economia mixta dels anloga també inclou una ben desenvolupada indústria del teixit, la producció d'aus de corral i la cria de porcs, cabres i ànecs. Anlo inclou la franja costanera que s'estén entre Anyanui a la desembocadura del llac Volta, i Blekusu situat a uns cinc quilòmetres a l'est de Keta. També s'estén al nord de la llacuna de Keta fin a Abor, a uns 65 km.

## Reis (Awoamefia)
- 1650 - .... Togbui Sri I
- .... - .... Togbui Adeladza I
- .... - .... Togbui Zanyedo
- .... - .... Togbui Akortsui
- .... - .... Togbui Nditsi
- .... - .... Togbui Azamu (Acoli Nguña)
- .... - .... Togbui Agordormatu
- .... - .... Togbui Agorleha
- .... - 1780 Togbui Axolu Nunya
- 1780 - 1783 Togbui Atsa
- 1783 - 1810 Togbui Atiasa (regent to 1784)
- 1810 - 1840 Togbui Letsa Gbagba
- 1840 - 1849 Awadada Anlo (acting)
- 1849 - 1906 Togbui Amedo Kpengla
- 1906 - 1907 Togbui Kugbeagbo Katsruku (provisional)
- 1907 - 1956 Togbui Sri II
- 1956 - 1957 Togbui Abiwu (provisional)
- 1957 - 1997 Togbui Adeladza II
- 1997 - 1999 Togbui Agbesi Nyaho Tamakole IV (provisional)
- 1999 - 2011 Togbui Agbesi Ausu II (provisional)
- 2011 - Togbui Sri III